# Djelem, djelem
Romska himna je pesem «Djelem, Djelem" ali mednarodno kot "Gelem, Gelem«, uporabljajo se številne različice glede na krajevno narečje in način zapisovanja »Gyelem, Gyelem", "Dzelem, Dzelem","Dželem, Dželem", "Djelem, Djelem", "Ђелем, Ђелем", "Ѓелем, Ѓелем","Џелем, Џелем", "Джелем, джелем", »Opré Roma“ „Romale Shavale“, »Roma Chavale«
Spesnil jo je leta 1969 Žarko (Jarko) Jovanović iz Beograda, ki že dolga leta živi v Parizu. Na prvem mednarodnem svetovnem kongresu Romov leta 1971 v Londonu je bila himna proglašena za skupno himno vseh Romov. V besedilu omenjene Črne legije naj bi se nanašale na esesovske enote, ki so delovale na ozemlju bivše Jugoslavije med drugo svetovno vojno. 
Na ozemlju bivše Češkoslovaške uporabljajo tamkajšnji Romi drugo himno „Čhajori romani“, ki so jo prinesli seboj iz taborišča Auschwitz.

## Tekst
| Gelem, gelem, lungone dromensa Maladilem bakhtale Romensa A Romale katar tumen aven, E tsarensa bahktale dromensa? A Romale, A Chavale Vi man sas ek bari familiya, Murdadas la e kali legiya Aven mansa sa lumniake Roma, Kai putaile e romane droma Ake vriama, usti Rom akana, Men khutasa misto kai kerasa A Romale, A Chavale | Hodil, hodil sem po dolgih poteh Spoznal sem srečne Rome O Romi skod prihajate, S šotori po srečnih poteh? O Romi, o romski bratje Imel sem nekoč veliko družino, A Črne legije so jih ubile Pojdite z menoj Romi iz celega sveta Za Rome so poti odprte Zdaj je čas, dvignite se Romi vsi, Dvignili se bomo visoko, če se le potrudimo O Romi, o romski bratje |

## Razlaga besed
Gelem, gelem, lungone dromensa Hodil, hodil sem po dolgih poteh
GELEM = šel sem – iz stare indijščine yâ-
npr. v neki drugi znani pesmi: »ande Pešta dželem« = šel sem v Budimpešto
LUNGONE od LUNGO »dolg«, kar je iz romun. lung
DROMENSA od DROM »cesta«, iz romun. drum, kar je iz gr. δρόμος

Maladilem bakhtale Romensa Spoznal sem srečne Rome
MALADILEM = spoznal sem
BAKHTALE od BAKHTALO = srečen od samostalnika BAKHT iz indijščine bhâgá , iran. bakht, turšk baht »sreča«
ROMENSA orodnik od ROM »Rom, človek« iz indijščine DOM »človek«
Primerjaj znani romski rek:
Gadje Gadjensa, Rom Romensa, Ne-Romi z ne Romi, Romi z Romi

A Romale katar tumen aven, O Romi skod prihajate,
KATAR – odkod
TUMEN – osebni zaimek 2.os.mn. »vi« – indijska beseda, prim. hindi TUM
AVEL – priti – iz st. indijsko âp- priti, doseči, prakrt âvai-

E tsarensa bahktale dromensa? S šotori po srečnih poteh? 
TSARENSA orodnik "s šotori" 
A Romale, A Chavale O Romi, o romski bratje
CHAVALE – otroci od CHAVO »otrok« iz st.ind. śavo, yahu »otrok«, romska beseda 
Vi man sas ek bari familiya, Imel sem nekoč veliko družino,
BARO – velik – iz st. indijsko bhadra, hindi barâ »velik«
FAMILIYA - družina
EK – un – iz st. indijsko éka, hindi ek

Murdadas la e kali legiya A Črne legije so jih ubile
MURDAREL – ubiti
KALO – črn – iz st. indijsko kalâ, hindi kâla
LEGIYA - legija

Aven mansa sa lumniake Roma, Pojdite z menoj Romi iz celega sveta

AVEL – priti
MANSA – »z menoj« orodnik od os. zaim. ME »jaz«
LUME – svet - iz romun lumea
Kai putaile e romane droma Za Rome so poti odprte
KAI - tukaj
PUTREL, PUTER – odpreti

Ake vriama, usti Rom akana, Zdaj je čas, dvignite se Romi vsi,
VREME – čas – iz srb-hrv vreme
USTYEL – dvigniti se – iz st. indijsko utthâ
AKANA – zdaj – iz st. indijsko kšana- „trenutek“
Men khutasa misto kai kerasa Dvignili se bomo visoko, če se potrudimo 
MISTO – zelo; dobro – iz st. indijsko mishta »sladek«
KER – delati, narediti – iz st. indijsko kar, hindi karnâ
A Romale, A Chavale O Romi, o romski bratje